# Vaidotas Volkus
Vaidotas Volkus (Panevėžys, 21 maggio 1985) è un cestista lituano.